# 比安达尔德拉贝拉
比安达尔德拉贝拉（西班牙語：Viandar de la Vera）是西班牙埃斯特雷马杜拉卡塞雷斯省的一个市镇。总面积28平方公里，总人口285人（2001年），人口密度10人/平方公里。